# Rjokan
Rjokan (旅館) je vrsta tradicionalnega japonskega gostišča, ki običajno vključuje sobe s tatamijem, skupna kopališča in druge javne prostore, kjer lahko obiskovalci nosijo jukato in se pogovarjajo z lastnikom. Rjokan obstaja že od 8. stoletja našega štetja v obdobju Keiun, ko je bil leta 705 ustanovljen najstarejši hotel na svetu, Nišijama Onsen Keiunkan. Drugi stari rjokan, imenovan Hōši Rjokan, je bil ustanovljen leta 718 našega štetja in je bil znan tudi kot drugi najstarejši hotel na svetu. Takšna gostišča so služila tudi popotnikom po japonskih cestah.
Rjokan je težko najti v Tokiu in drugih velikih mestih, ker so mnogi pogosto veliko dražji v primerjavi s sodobnimi hoteli in hostli. Kot drugod po svetu so tudi v japonskem mestnem turizmu hoteli postali standard. Kljub temu nekatera večja mesta ponujajo rjokan po konkurenčnih cenah. Tradicionalne rjokane pogosteje najdemo na slikovitih podeželskih območjih  in v zadnjih letih so mnoge preuredili v njihov prvotni slog, zlasti v verigah letovišč Hošino Resorts, katerih prvi rjokan je bil odprt v Karuizavi leta 1914.

## Lastnosti
Tipičen rjokan ima razmeroma veliko predsobo s kavči in stoli, kjer lahko gostje sedijo in se pogovarjajo; posodobljen rjokan ima pogosto tudi televizijo v dvorani. Sobe za goste so zgrajene po tradicionalnih japonskih metodah (vašicu): tla so tatami, vrata pa so drsna (fusuma). Tudi če ima gostišče zaradi varnosti krilna vrata, se običajno odpirajo v majhen vhod, kjer se lahko gostje sezujejo, preden stopijo na tatami, ki bi bil ločen z drsnimi vrati. Številne sobe imajo tudi verando ali balkon, prav tako ločen z drsnimi vrati.
Skoraj vsi rjokani imajo skupna kopališča ali ofuro, običajno ločena po spolu, ki uporabljajo vodo iz vročega izvira (onsen), če je v bližini. Območja z naravnimi vročimi vrelci običajno pritegnejo visoko koncentracijo rjokanov. Vrhunski rjokan lahko nudi tudi zasebno kopališče. Običajno nudi gostom jukato (浴衣, dob. 'kopalni plašč'), ki jo lahko nosijo; morda imajo tudi igre, kot je namizni tenis in morda natikače geta (下駄), ki si jo lahko obiskovalci izposodijo za sprehode zunaj.
Posteljnina je futon (布団), razprostrt na tatamiju. Ko gostje prvič vstopijo v sobo, običajno najdejo mizo in nekaj pripomočkov za pripravo čaja. Miza se uporablja tudi za obroke, ko jih gostje vzamejo v svojo sobo. Medtem ko so gostje zunaj, bo osebje (običajno imenovano nakai) odmaknilo mizo in postavilo futon, ki ga sestavlja vzmetnica (敷き布団, šikibuton) in odeje (掛け布団, kakebuton).

## Obroki
Večina rjokanov ponuja večerjo in zajtrk, ki sta pogosto vključena v ceno sobe. Večina obiskovalcev obeduje v rjokanu, ki se običajno oglaša s kakovostjo hrane. Obroki so sestavljeni iz tradicionalne japonske kuhinje, znane kot kaiseki (懐石), ki vključuje sezonske in regionalne specialitete. (Kaiseki se je prvotno nanašal na lahke obroke, postrežene med čajno slovesnostjo, danes pa na obrok, sestavljen iz številnih majhnih, raznolikih jedi.) Nekateri rjokani namesto tega strežejo lokalne specialitete, kot je basaši (konjsko meso) ali hrano, kuhano na ognjišču irori (囲炉裏, 居炉裏). Da bi lahko vsako jed uživali pri ustrezni temperaturi, rjokan poudarja, da morajo biti gostje na obroke točni. Zaradi tega večina prosi goste, da potrdijo uro, ko želijo imeti obrok.
Nekateri rjokani imajo skupno jedilnico, večina pa obroke streže v sobah gostov. Rjokan, ki bo verjetno služil gostom, ki niso Japonci, ima lahko tudi izbor zahodne hrane.

## Minshuku
Minšuku (民宿) je nizkoproračunska različica rjokana, približno enakovredna penzionu ali nočitvi z zajtrkom. Objekti so podobni hotelom ali pa so preprosto sestavljeni iz rezervnih sob v družinski hiši. Minšuku pogosto služi kot edina vrsta namestitve v mestih ali vaseh, ki so premajhne, da bi upravičili poseben hotel ali rjokan. Celotna izkušnja je približno enaka, vendar je hrana enostavnejša, obedovanje je lahko neobvezno in pogosto skupno, sobe običajno nimajo zasebnega stranišča in gostje bodo morda morali sami pripraviti posteljnino.